# Dan Carlin
Dan Carlin, né en 1965, est un commentateur politique et podcasteur américain.
Ancien présentateur radio professionnel, il a fini par déplacer ses émissions sur Internet et présente maintenant[Quand ?] deux podcasts indépendant : Common Sense et Hardcore History.

## Biographie
Fils de l'actrice nommée aux Academy Award Lynn Carlin et du producteur de cinéma Ed Carlin, Dan Carlin détient un B.A. en histoire obtenu à l'université du Colorado à Boulder. Il débute dans le milieu du journal télévisé à Los Angeles à la fin des années 1980. Il y travaille en tant que journaliste de télévision, auteur, chroniqueur et présentateur radio. Après avoir arrêté la retransmission terrestre, Dan Carlin parvient à la reconnaissance via la webradio, le podcasting, et la blogosphère. Actuellement[Quand ?], il présente deux podcasts populaires[réf. nécessaire].
Il vit à Eugene dans l’Oregon. Il a été reporteur pour KVAL-TV.

## Common Sense
Common Sense est thématiquement similaire à plusieurs anciens programmes de radio présentés par Dan Carlin diffusés entre 1994 et 2004. Ses émissions mettent en valeur ses opinions politiques indépendantes, son sens de l'humour et sa manière de communiquer très personnelle.
Il décrit sa philosophie politique comme néo-prudentiste, tentant de prendre une approche sceptique pour évaluer les tendances et forces politiques du moment. Il engage à la discussion en présentant et développant des expériences de pensée (qu'il aime qualifier de « Martienne ») face aux problèmes actuels. Il dit diffuser ses podcast « presque en direct depuis le bout de la piste deux, ici, à l'aéroport International Emerald. »
Common Sense a été nommé au Podcast Award dans la catégorie Politique/Nouvelles en 2012 et 2013.

## Hardcore History
Hardcore History est le lieu qui permet à Dan Carlin d'explorer certains sujets clés de l'Histoire du monde. Le sujet central varie grandement d'un épisode à l'autre, mais est généralement axé sur des événements historiques spécifiques et discuté dans un style « théâtre de l'esprit ». Les épisodes sortent généralement à deux mois d'intervalle.
Hardcore History, qui compte habituellement plusieurs millions de téléchargements par épisode, en a reçu plus de 350 000 sur une durée de 24 heures le 6 mai 2015. Le podcast a été nommé en 2012 pour un Stitcher Award dans la catégorie meilleur podcast éducatif. Par ailleurs, Carlin a reçu une récompense pour le "meilleur podcast classique" aux iTunes’ Best of 2014 awards.

## Autres podcasts et apparitions dans les médias
Carlin a été invité dans plusieurs autres podcasts, dont The Drunken Taoist Podcast de Daniele Bolelli, trois apparitions sur le podcast « The Joe Rogan Experience », deux apparitions sur Smells Like Human Spirit, et une autre sur un podcast croisé avec Sam Harris pour Waking Up.
Carlin a aussi travaillé comme panéliste pour l'émission CBS This Morning et a été invité à parler à la conférence TEDxMtHood le 2 mai 2015,.